# ملعب النهر الصناعي
ملعب النهر الصناعي هو ملعب لكرة القدم يبعد عدة عشرات من الأمتار من ملعب 11 يونيو ضمن المدينة الرياضية في طرابلس، ليبيا. جاءت تسمية الملعب نسبة لمشروع النهر الصناعي العظيم لنقل المياه في البلاد. يتسع الملعب لنحو 8.000 متفرج وحاليا تستخدمه أندية الدوري العام الليبي لكرة القدم الوحدة، الترسانة والأمن العام.
تم إنشاء هذا الملعب في الأساس بغرض استعماله في رياضة الدراجات النارية ولكن تم تحويله لاحقا ليستخدم في كرة القدم. تم إنشاء هذا الملعب في ستينيات القرن العشرين.